# Pondera megye
Pondera megye az Amerikai Egyesült Államokban, azon belül Montana államban található. Megyeszékhelye és legnagyobb városa Conrad. Lakosainak száma 5898 fő (2020. április 1.). Pondera megye Glacier, Teton, Toole, Liberty, Chouteau és Flathead megyékkel határos.

## Népesség
A megye népességének változása:
| Lakosok száma | 6168 | 6186 | 6155 | 6211 | 6184 | 5898 |
|               | 2010 | 2011 | 2012 | 2013 | 2015 | 2020 |